# Aktiv Politik
Samhällslistan Aktiv Politik (ap) var en lokal politisk parti, oprindeligt aktiv i Falkenberg by og efter kommunreformen 1971 i stedet i Falkenbergs kommun. Partiet blev dannet 1966 af den tidligere socialdemokrat Bror Störby, efter retsforfølgelse, trods frifindelse, blev politisk umulig i sit gamle parti.  Aktiv politik var fra 1966 til 2010 repræsenteret i kommunalbestyrelsen, periodisk i rollen som kongemager.  Partiet har betragtet sig selv uafhængige i forhold til blokpolitisk opdelinger, men blev efter valget i 2006 et støtteparti for Alliance for Sverige,  og gik til valg i 2010 som en del af højreblokken.
 Ved dette valg var opbakningen imidlertid svag, og partiet måtte forlade kommunalbestyrelsen. 